# Rozseč nad Kunštátem
Rozseč nad Kunštátem település Csehországban, a Blanskói járásban. Rozseč nad Kunštátem Kunštát, Rozsíčka, Tasovice, Makov, Petrov és Louka településekkel határos. Lakosainak száma 565 fő (2024. január 1.).

## Népesség
A település lakosságának változását az alábbi diagram mutatja:
| Lakosok száma | 601  | 613  | 604  | 463  | 472  | 504  | 546  | 561  | 546  | 565  |
|               | 1869 | 1900 | 1921 | 1961 | 1980 | 2011 | 2016 | 2019 | 2021 | 2024 |